# Геннінг фон Тресков
Ге́ннінг Ге́рманн Ро́берт Карл фон Тре́сков (нар. 10 січня 1901, Магдебург, Німецька імперія — пом. 21 липня 1944, Білосток) — один із керівників руху Опору, генерал-майор німецької армії (січень 1944).

## Життєпис

### Німецька імперія та Веймарська республіка
Народився в родовому маєтку Вартенберг, що під Магдебургом. Батько його був генералом кавалерії та був присутнім на коронації кайзера Вільгельма І, що відбувалася в дзеркальному залі Версаля. Навчався Геннінг спочатку в спеціально найнятого викладача, потім — у гімназії при інтернаті Локкумського монастиря. Після її закінчення в 1917 році розпочав службу в кайзерівській армії. У липні 1918 року йому надано звання лейтенанта, брав участь у битві на Марні — найжорстокішій у період Першої світової війни. У липні цього ж року був нагороджений Залізним хрестом.
Геннінг залишався офіцером до 31 жовтня 1920 року, хоча його полк був розформований значно раніше. У січні 1919 року брав участь у придушенні повстання спартакістів у Берліні. Але пізніше, розчарувавшись у військовій кар'єрі, він вирішив вивчати юриспруденцію в Берліні, паралельно опановуючи професію маклера біржі. У 1923 році розпочав службу в одному з берлінських банків.
У цей час Геннінг фон Тресков, на відміну від його батька, визнавав необхідність соціально-економічних реформ, разом з тим він не міг змиритися з політичним хаосом, що панував тоді у Веймарській республіці. У 1924 році Геннінг разом зі своїм другом вирушив у навколосвітню подорож, але звістка про те, що необхідно рятувати від боргів маєток фон Трескових, примусила його повернутися додому. Після цього він розпочав службу в дирекції невеликої фабрики та одружився з Ерікою фон Фалькенгайн, однак пізніше вирішив повернутися до рейхсверу. У 1929 році, бачачи в Гітлері та його соратниках силу, що здатна повернути Німеччині та її армії втрачені позиції та змити ганьбу Версалю, виступив з прогітлерівською доповіддю в офіцерському казино.

### Гітлерівська Німеччина
1 травня 1934 Геннінг фон Тресков отримав звання капітана та успішно склав вступні іспити до військової академії. У вересні 1936 року, закінчивши академію, Тресков був призначений до Генерального штабу, де ознайомився з планами стосовно Чехословаччини. Уперше він почав розуміти реальні зовнішньополітичні наміри Гітлера у грудні 1937 року, коли ці плани були змінені на користь проведення загарбницької війни. Наступним переломним моментом у ставленні фон Трескова до нацистської влади була так звана «криза Фріче-Бломберга» (лютий 1938 року), що призвела до відставки обох військовослужбовців — головнокомандувача вермахту Бломберга та головнокомандувача сухопутних сил Фріча внаслідок абсурдних звинувачень, що були їм інкриміновані через негативне ставлення до планів Гітлера щодо завоювання життєвого простору для німецької нації за рахунок сусідніх держав.

#### Друга світова війна
Під час Польської кампанії Геннінг фон Тресков служив у штабі 118-ї піхотної дивізії та був нагороджений Залізним хрестом 1 класу. У середині жовтня 1939 року призначений до штабу групи армій «А», що займався за наказом Гітлера розробкою операцій проти Франції. Незадовго до нападу на Радянський Союз переведений до штабу групи армій «Б». У Польщі фон Тресков уперше зіткнувся з масовими репресіями проти мирного населення, у які було втягнуто окремі частини вермахту. З початком війни з СРСР було видано «Наказ щодо комісарів», згідно з яким політпрацівники Червоної армії підлягали негайному розстрілу. Цей наказ викликав відчуття протесту в багатьох офіцерів, зокрема й у фон Трескова. Поступово в штабі групи армій почав формуватися рух опору, до ядра якого увійшли фон Тресков, фон Шлабендорф та фон Герсдорф; вони були переконані, що саме смерть Гітлера врятує Німеччину. У січні 1944 року фон Трескову було надано звання генерал-майора.

## Змова проти Гітлера
Перші сумніви Геннінга фон Трескова в нацистській владі з'явилися ще 30 червня 1934 року, коли під час придушення так званого «путчу Рема» гітлерівці вбили двох генералів — Курта фон Шлейхера та Фердинанда фон Бредова, до того ж перший свого часу обіймав посаду райхсканцлера. При цьому факт вбивства замовчувався владою. Після Сталінградської битви серед частини офіцерів вермахту посилилося відчуття катастрофи, що наближається. Перший замах на життя Гітлера мав відбутися ще на початку 1943 року під час перебування фюрера в Смоленську. Тоді було вирішено, що стрілятиме в Гітлера група з 10 осіб, очолити групу мали кавалерист Шмідт-Зальцман та полковник фон Штрахвітц. Але проти цього плану виступив головнокомандувач групи армій «Центр» генерал-фельдмаршал Гюнтер фон Клюге. У підсумку фон Тресков вирішив спричинити вибух літака Гітлера «Кондор» під час його повернення зі Смоленська. Вибухівку фон Тресков отримав через змовників в абвері, вона мала спрацювати тоді, коли літак фюрера мав відлетіти на 200—250 км від аеродрому в Смоленську. Однак через декілька годин змовники дізналися, що літак Гітлера щасливо приземлився в Растенбурзі, що в Східній Пруссії, де знаходилася ставка фюрера. Тож цей замах було провалено. Інша спроба вбити Гітлера була здійснена 21 березня 1943 року під час відвідування ним виставки трофейної радянської зброї, яку відкрила група армій «Центр» у берлінському арсеналі. Однак уже через декілька хвилин Гітлер покинув приміщення, унаслідок чого ця спроба теж зазнала невдачі.
У серпні-вересні 1943 року Геннінг фон Тресков разом з Клаусом фон Штауффенбергом працював над сценарієм державного перевороту. Для цієї мети було перероблено план «Валькірія», що передбачав дії армії в надзвичайних обставинах. Однак фон Тресков не отримав доступу до нарад, на яких був присутній Гітлер. У жовтні 1943 року його призначають командиром піхотного полку, а пізніше, через місяць перебування на фронті, переводять у начальники штабу 2-ї армії.
Після невдалого замаху на Гітлера 21 липня 1944 року Тресков наклав на себе руки, імітувавши загибель у бою: він підірвав себе гранатою на польському фронті під Білостоком і був похований на батьківщині як загиблий офіцер (потім його тіло викопали з могили та спалили).